# 打吹玉川

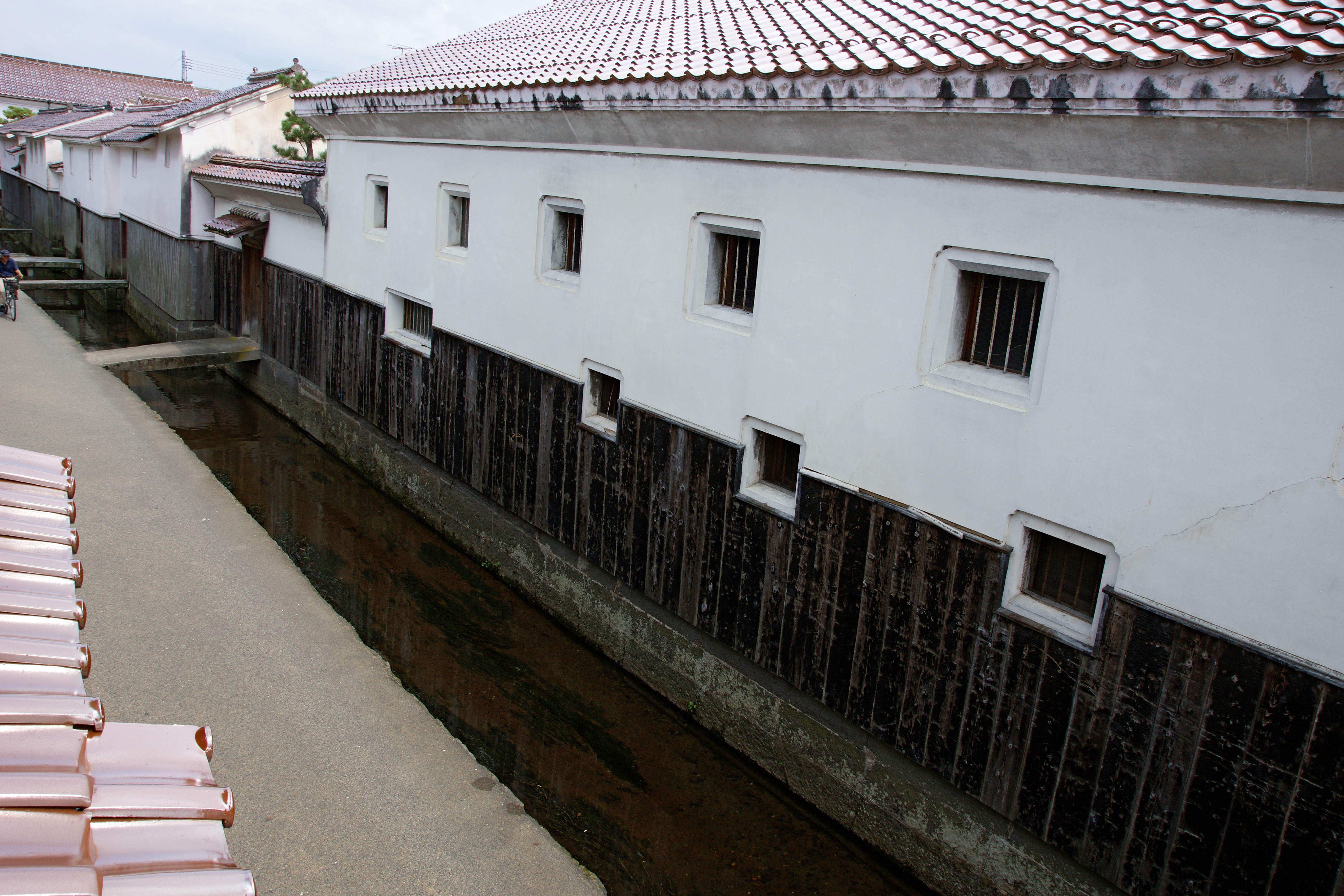
玉川沿いに並ぶ土蔵群

打吹玉川（うつぶきたまがわ）は、鳥取県倉吉市にある伝統的建造物群保存地区である。通称は白壁土蔵群（しらかべどぞうぐん）。国の重要伝統的建造物群保存地区として選定されている（選定名：「倉吉市打吹玉川伝統的建造物群保存地区」）。

## 概要
打吹山山麓を流れる玉川沿いに位置する。地区の南方に位置する打吹山には、中世に打吹城が築かれ当地区はその城下町として発達した。打吹城は元和元年（1615年）の一国一城令により廃城となる。寛永9年（1632年）以降、当地は鳥取藩主池田家家老の荒尾氏が治めることとなり、打吹山麓に倉吉陣屋が置かれた（陣屋の跡地は成徳小学校となっている）。
伝統的建造物群保存地区は陣屋跡の北方に位置し、江戸時代初期から大正時代まで商業都市として栄えた地区で、江戸時代末期から昭和前期までの伝統的建造物は本町通りの石州瓦の町家群や玉川沿いの土蔵群をはじめ約100棟が現存する。1998年（平成10年）に4.7ヘクタールが重要伝統的建造物群保存地区として選定され、2010年（平成22年）には既選定地区の西に位置する西仲町、西町などの区域4.5ヘクタールが追加選定された。
2016年（平成28年）10月21日に発生した鳥取県中部地震により、建物の漆喰壁が剥がれ落ちるなどの被害が発生した。

## 名所・施設
- 赤瓦一号館 - 大正時代築の醤油の醪蔵を改装した物産店
- 赤瓦二号館 - はこた人形と桐下駄の工房
- 赤瓦三号館 - 竹蔵
- 赤瓦五号館 - 久楽
- 赤瓦六号館 - 桑田家住宅及び醤油醸造施設（県指定保護文化財）、桑田氏庭園（県指定名勝）
- 赤瓦七号館 - 元帥酒造本店
- 赤瓦八号館 - 倉吉ふるさと物産館、手打ち蕎麦店
- 赤瓦十号館 - 観光案内所
- 赤瓦十一号館 - 陶芸館
- 高田酒造 - 高田家住宅及び醤油醸造施設（県指定保護文化財。主屋は江戸時代天保14年（1843年）築）、高田氏庭園（県指定名勝）
- 大蓮寺 - 豪商淀屋一族の墓、脇屋義助の墓がある
- 大岳院 - 里見忠義と八賢士の墓がある
- 倉吉大店会 - 明治41年（1908年）に国立第三銀行倉吉支店として建設された擬洋風建築、国の登録有形文化財
- 町屋清水庵 - 大正時代初期築の町屋を使用した食事処

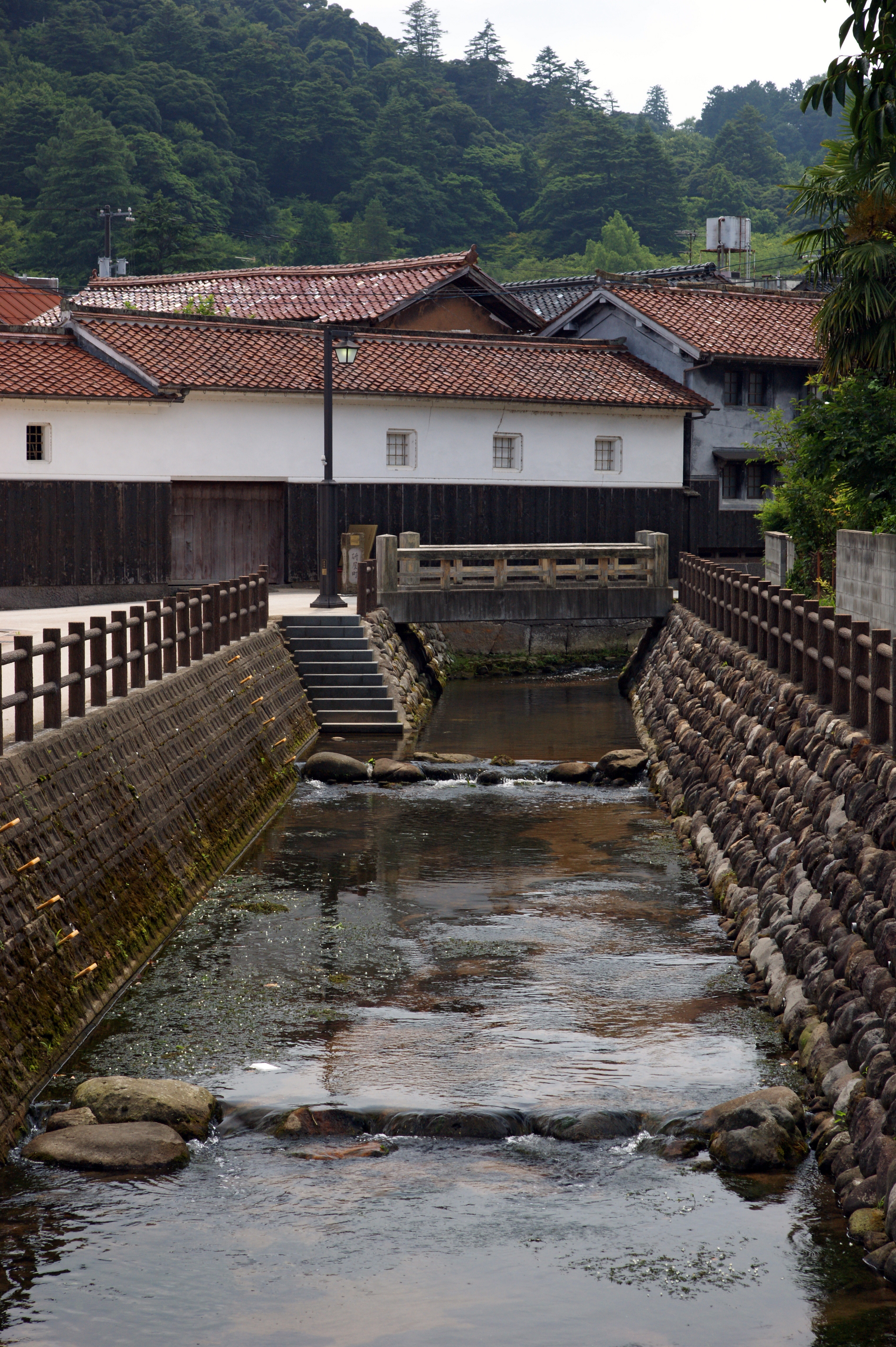
玉川と研屋町の町並み
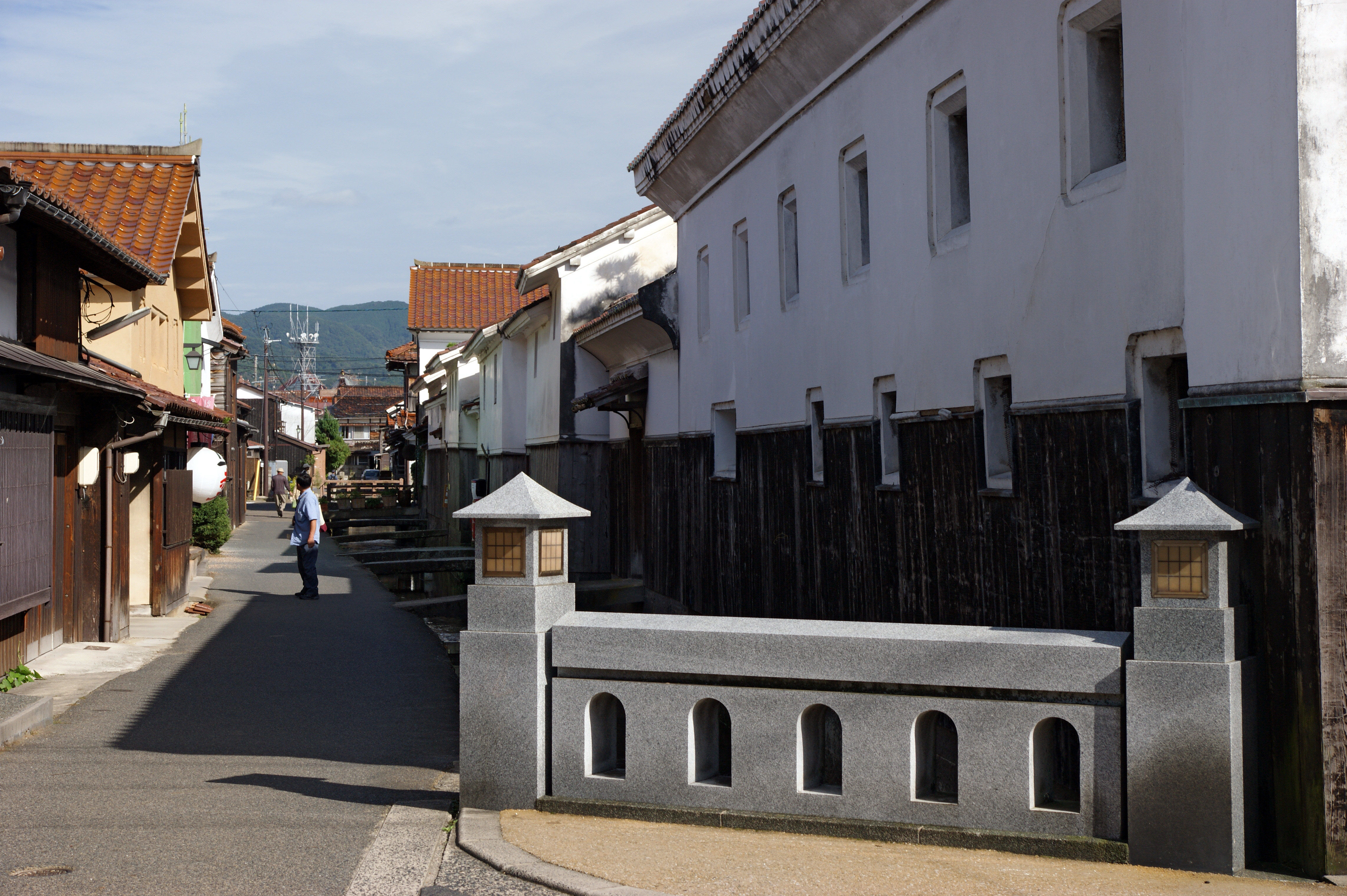
赤瓦二号館（右）
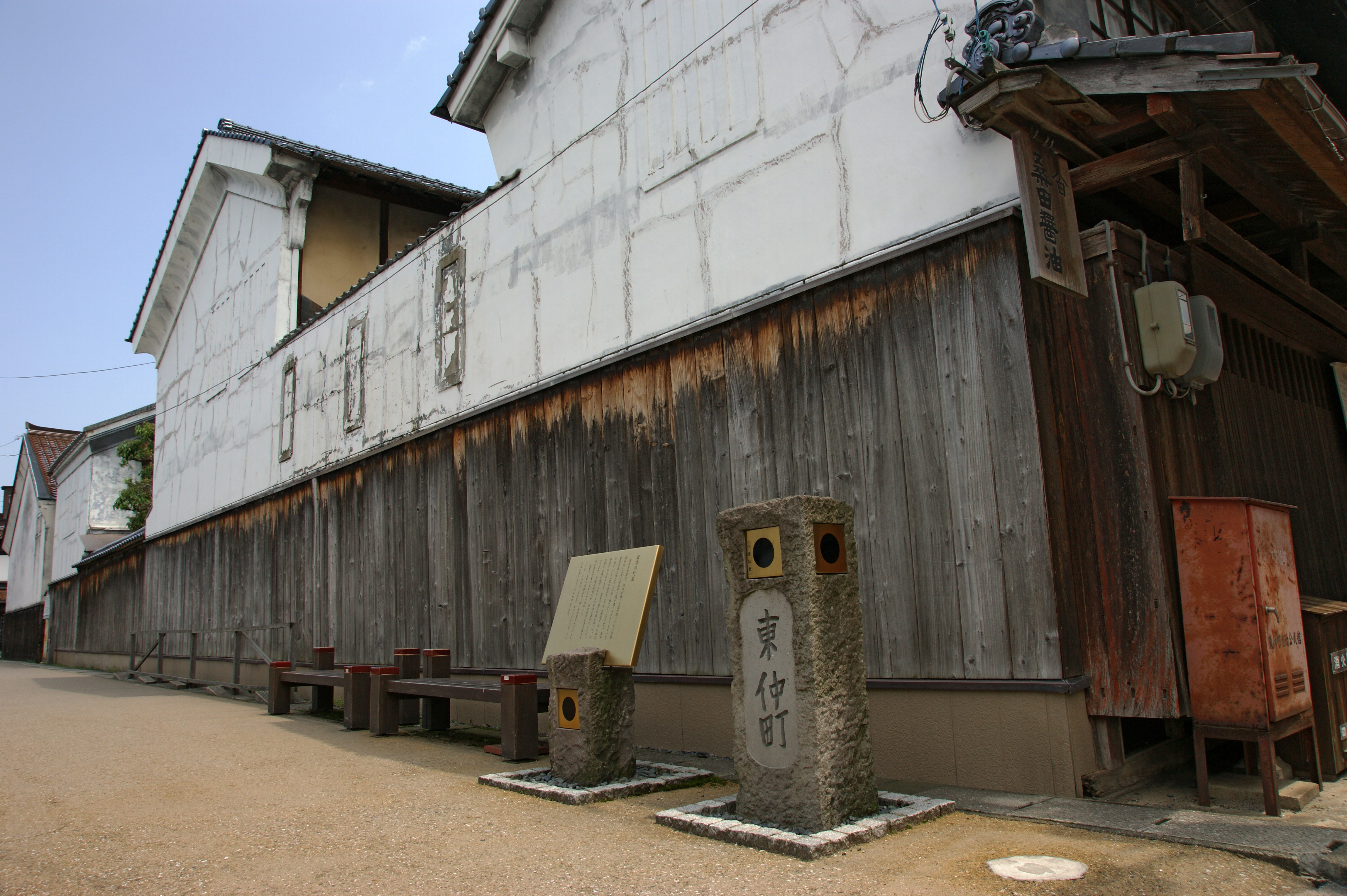
東仲町
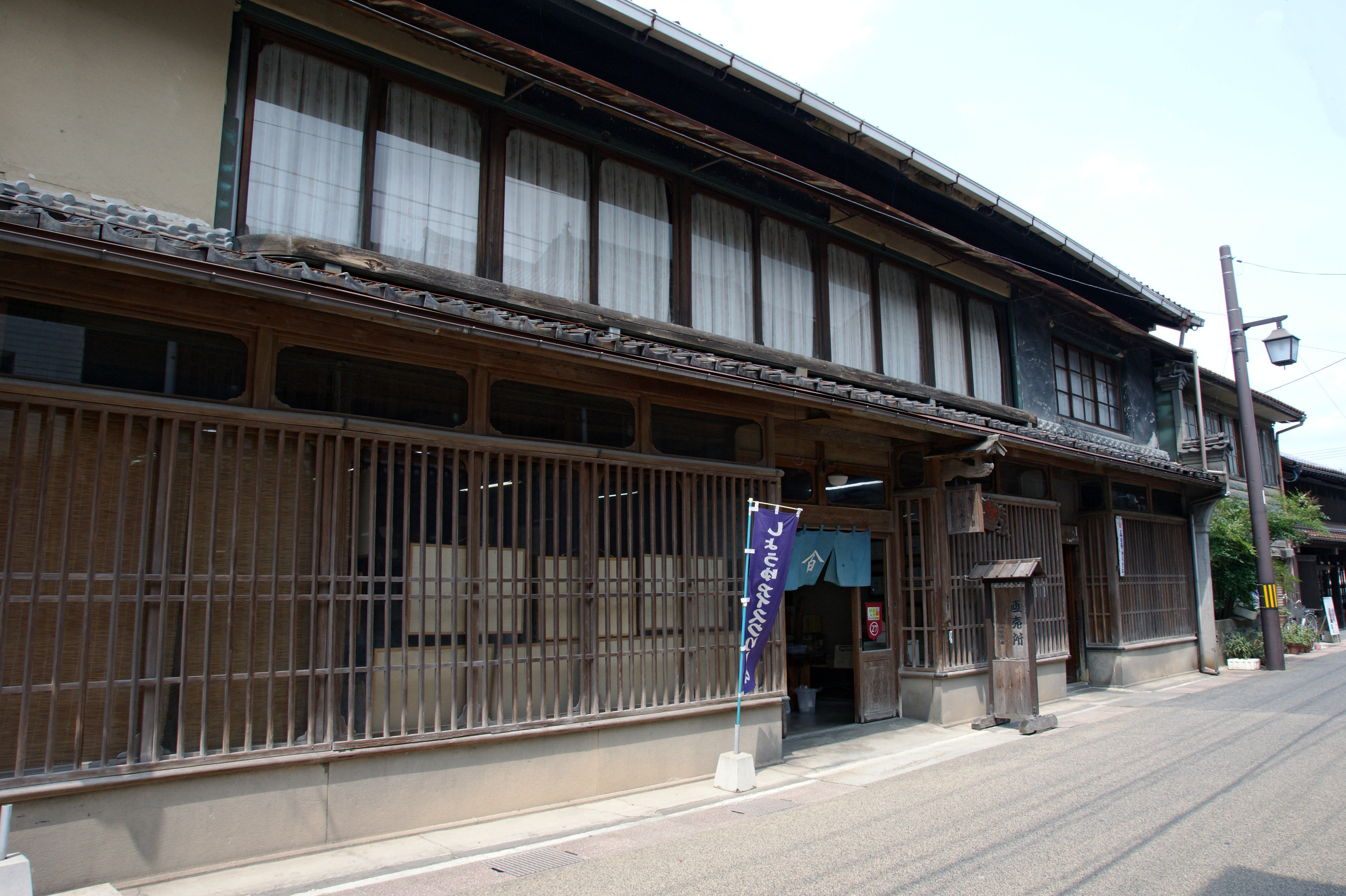
赤瓦六号館 桑田醤油醸造場
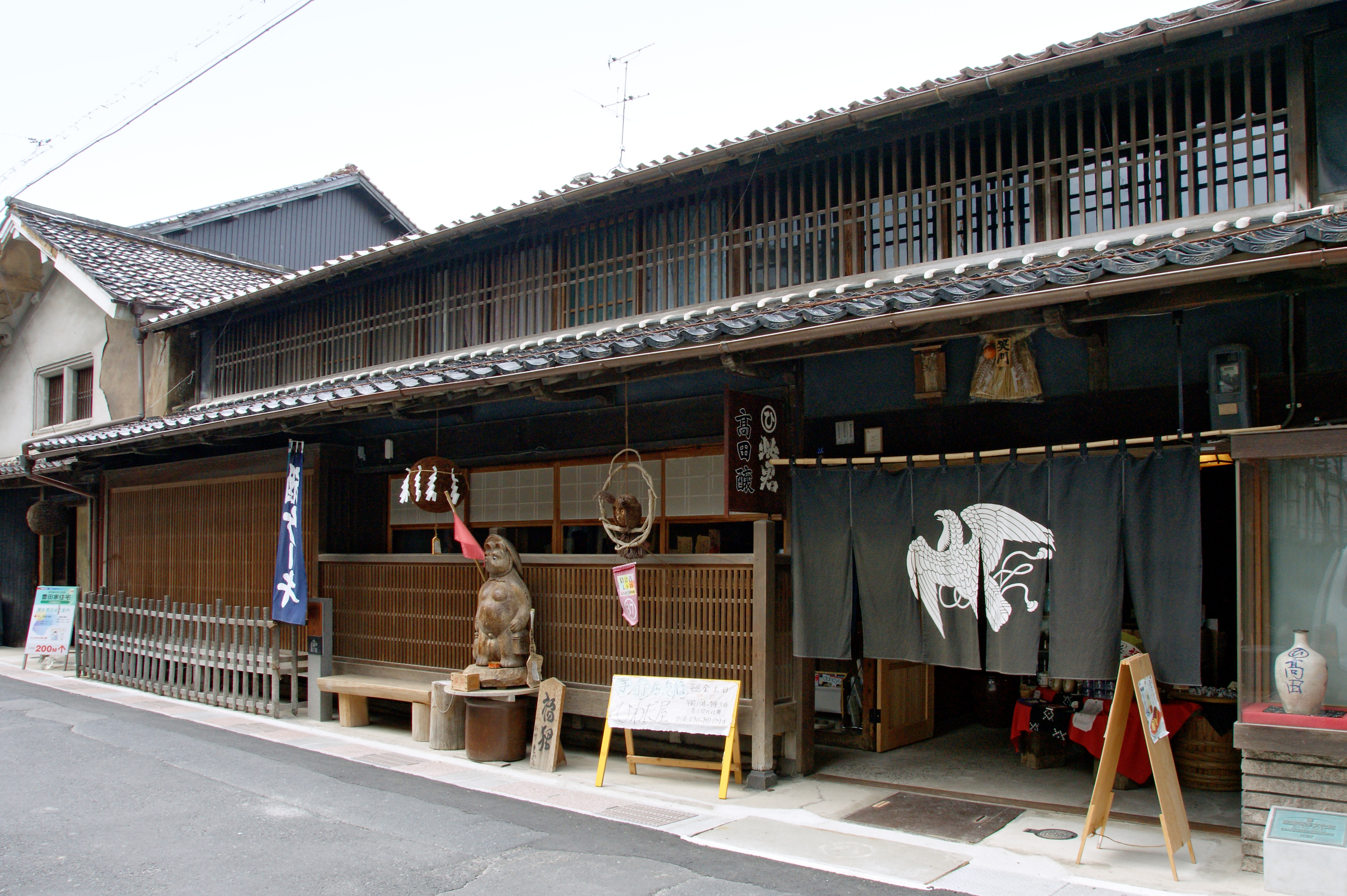
高田酒造
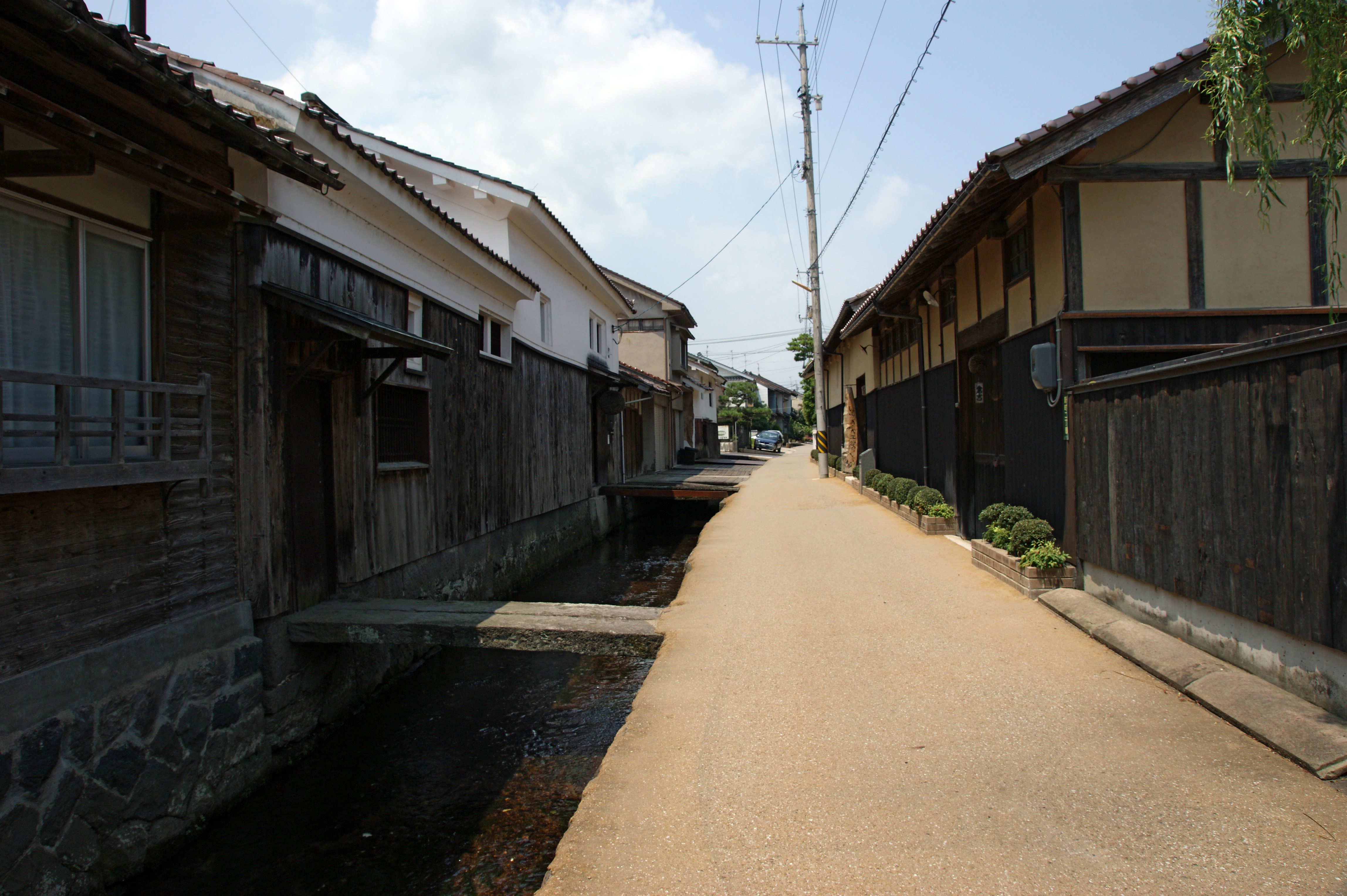
高田酒造（左）、アートハウス夢扉（右）

## 重要伝統的建造物群保存地区データ
- 名称 - 倉吉市打吹玉川伝統的建造物群保存地区
- 種別 - 商家町
- 面積 - 9.2ヘクタール
- 所在地 - 鳥取県倉吉市魚町、研屋町、東仲町、西仲町、西町の各全域と新町1丁目、新町2丁目、新町3丁目、堺町1丁目の各一部
- 選定年月日 - 1998年12月25日（2010年12月24日追加選定）
- 備考 - かおり風景100選、美しい日本の歴史的風土100選等に選定、2015年（平成17年）度都市景観大賞「美しいまちなみ大賞」受賞

## 打吹玉川に関する作品
- 映画「男はつらいよ 寅次郎の告白」（1991年公開）のロケ地
- 谷口ジローの漫画「遥かな町へ」（1998年作品）の舞台
- 映画「こほろぎ嬢」（2006年公開）のロケ地
- NHKドラマ 「鳥帰る 故郷の母に会いたい」（田中好子主演、1996年5月4日放送）のロケ地
- 韓国ドラマ「アテナ:戦争の女神」のロケ地

## 交通
- 山陰本線「倉吉駅」（バスターミナル2番乗り場）から以下の路線バスに乗車[2]（日ノ丸バス・日交バス）
  - 「市内経由線」：バス停「赤瓦・白壁土蔵」下車、徒歩すぐ
  - 「パークスクエア線」：バス停「白壁土蔵群前」下車、徒歩すぐ

## 近隣
- 倉吉線鉄道記念館 - 旧打吹駅を活用
- 緑の彫刻プロムナード - 倉吉線の廃線跡を整備した野外彫刻公園
- 打吹山・打吹公園、倉吉博物館・倉吉歴史民俗資料館、鎮霊神社、大江神社、勝入寺、倉吉神社、長谷寺、賀茂神社
- 豊田家住宅 - 国の登録有形文化財
- 小川酒造 - 国の登録有形文化財
- 旧倉吉町水源地・ポンプ室・量水室 - 国の登録有形文化財
- 大社湯 - 国の登録有形文化財（2017年現在、鳥取県内に現存する最古の銭湯）

## 周辺
- 東郷湖 - 湖畔に燕趙園、東郷温泉、はわい温泉
- 関金温泉
- 三朝温泉
- 三仏寺 - 国の史跡、国宝投入堂など
- 小鹿渓 - 国の名勝
- 倉吉パークスクエア - 倉吉未来中心、鳥取二十世紀梨記念館など
- 鳥取県立美術館

## 行事・祭事
- 倉吉里見時代行列（9月第一日曜日開催） - 道順は大岳院⇒桑田醤油⇒高田酒造⇒豊田家住宅